# Welsh International 1936
Die Welsh International 1936 fanden Anfang Dezember 1936 in Llandudno statt. Es war die zehnte Auflage dieser internationalen Meisterschaften von Wales im Badminton.

## Finalresultate
| Disziplin    | Sieger                            | Finalist                        | Ergebnis            |
| ------------ | --------------------------------- | ------------------------------- | ------------------- |
| Herreneinzel | T. P. Dick                        | Maurice Field                   | 13–15, 17–14, 15–12 |
| Dameneinzel  | Greta Graham                      | Thelma Kingsbury                | 11–2, 13–10         |
| Herrendoppel | H. Morland Kenneth Wilson         | H. P. Salmon J. W. Thompson     | 15–9, 15–8          |
| Damendoppel  | Dorothy Graham Greta Graham       | Marian Horsley Thelma Kingsbury | 15–7, 18–17         |
| Mixed        | Raymond M. White Thelma Kingsbury | Ian Maconachie Marian Horsley   | 15–7, 5–15, 15–12   |

## Referenzen
- Annual Handbook of the International Badminton Federation, London, 28. Auflage 1970, S. 311–312.
- Badminton Titles | Welsh Championships. In: Edinburgh Evening News. 7. Dezember 1936, S. 12, abgerufen am 30. Juli 2025 (englisch).